# Eueides acacates
Eueides acacates är en fjärilsart som beskrevs av William Chapman Hewitson 1869. Eueides acacates ingår i släktet Eueides och familjen praktfjärilar. Inga underarter finns listade i Catalogue of Life.